# Tumulus du Grand serpent
Le tumulus du Grand serpent (en anglais Great Serpent Mound) est un tumulus amérindien situé sur le plateau du cratère de Serpent Mound, le long de la rivière Ohio Brush Creek dans le comté d'Adams, dans le sud de l'État américain de l'Ohio. Il est situé sur une crête bordée par une falaise et des bois. Il s'agit de la plus grande représentation terrestre d'un serpent au monde.

## Histoire

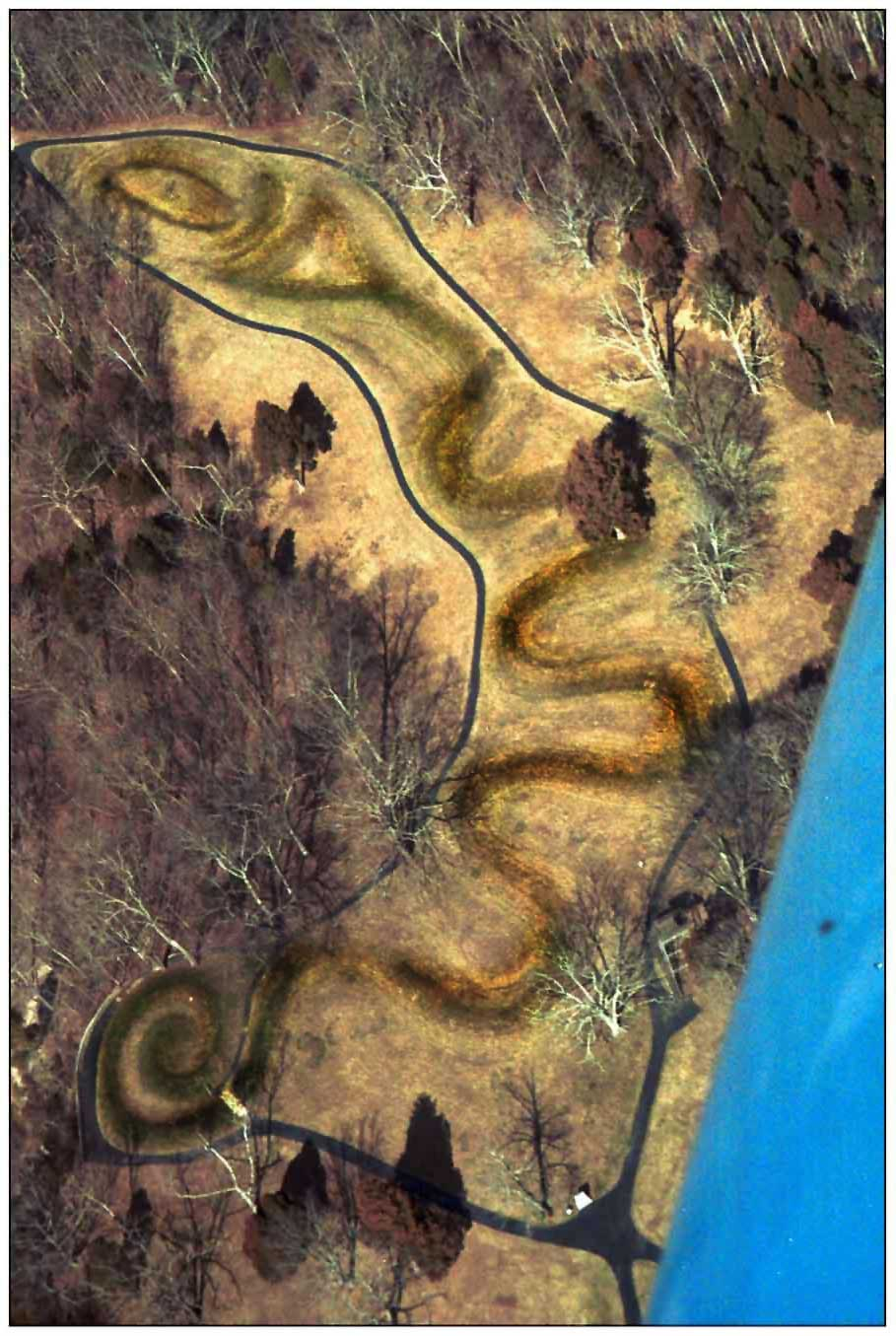
Vue aérienne hivernale du tumulus du Grand serpent.

Représentant un serpent qui semble tenir un œuf dans sa gueule ouverte, le tumulus a une longueur de 411 mètres pour une largeur de 30 m et une hauteur variant de 0,3 à 1,5 m. Il est conservé au sein d'un parc par l'Ohio Historical Society et le site a été classé National Historic Landmark par le Département de l'Intérieur des États-Unis. 

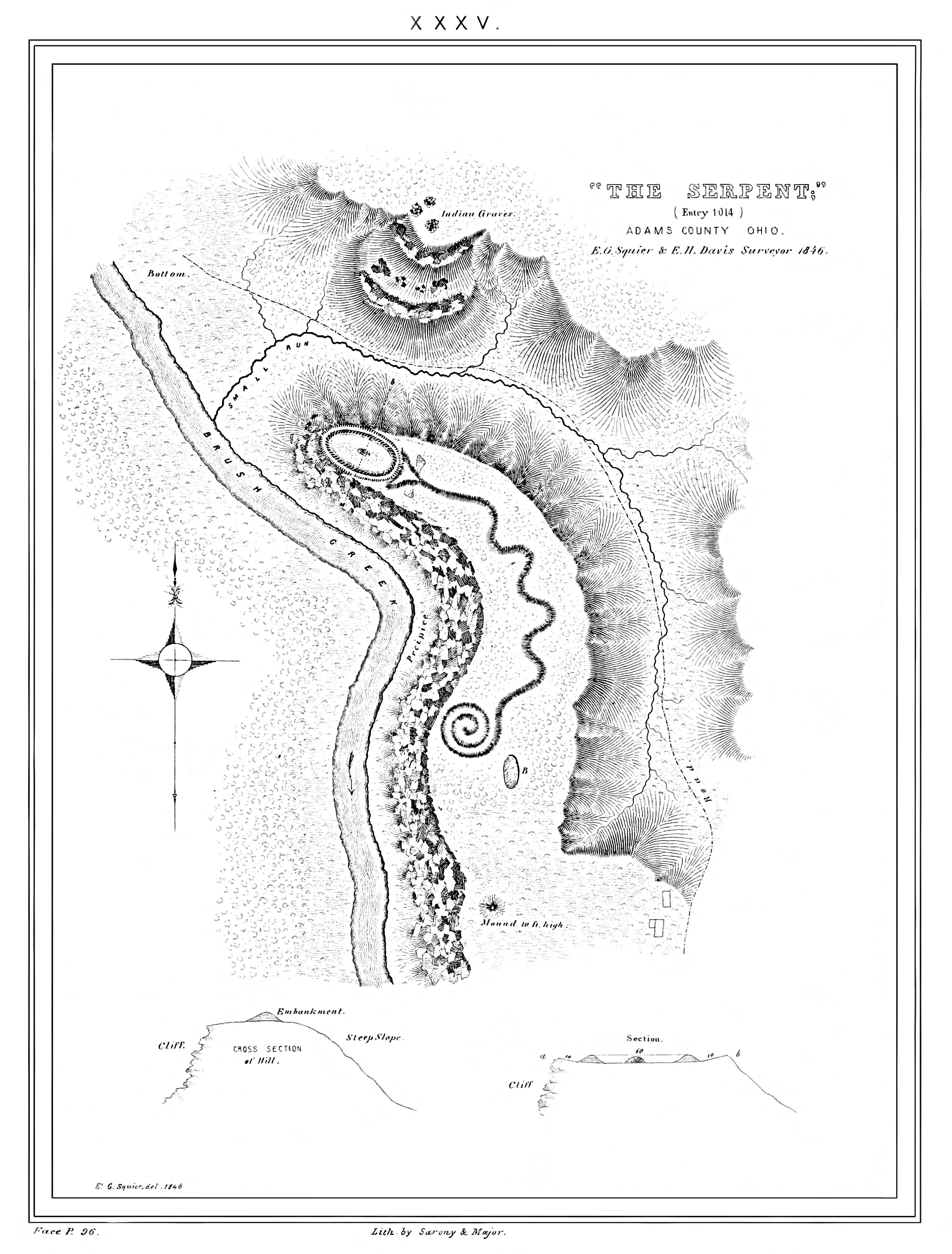
Représentation du tumulus issue du livre de Squier et Davis (1848).

Le tumulus du Grand Serpent fut pour la première fois signalé au grand public par les études d'Ephraim Squier et Edwin Davis dans leur ouvrage historique Ancient Monuments of the Mississippi Valley, publié en 1848 par la tout juste fondée Smithsonian Institution. La publication de l'ouvrage provoqua un afflux de curieux tel que le site subit d'importantes dégradations. Le tumulus failli être détruit en 1886 avant que Frederic Ward Putnam du musée Peabody d'Harvard n'entreprenne sa préservation et sa restauration. Il fut ensuite intégré à un parc national en 1900 et une plateforme fut ajoutée sur le site pour les visiteurs.

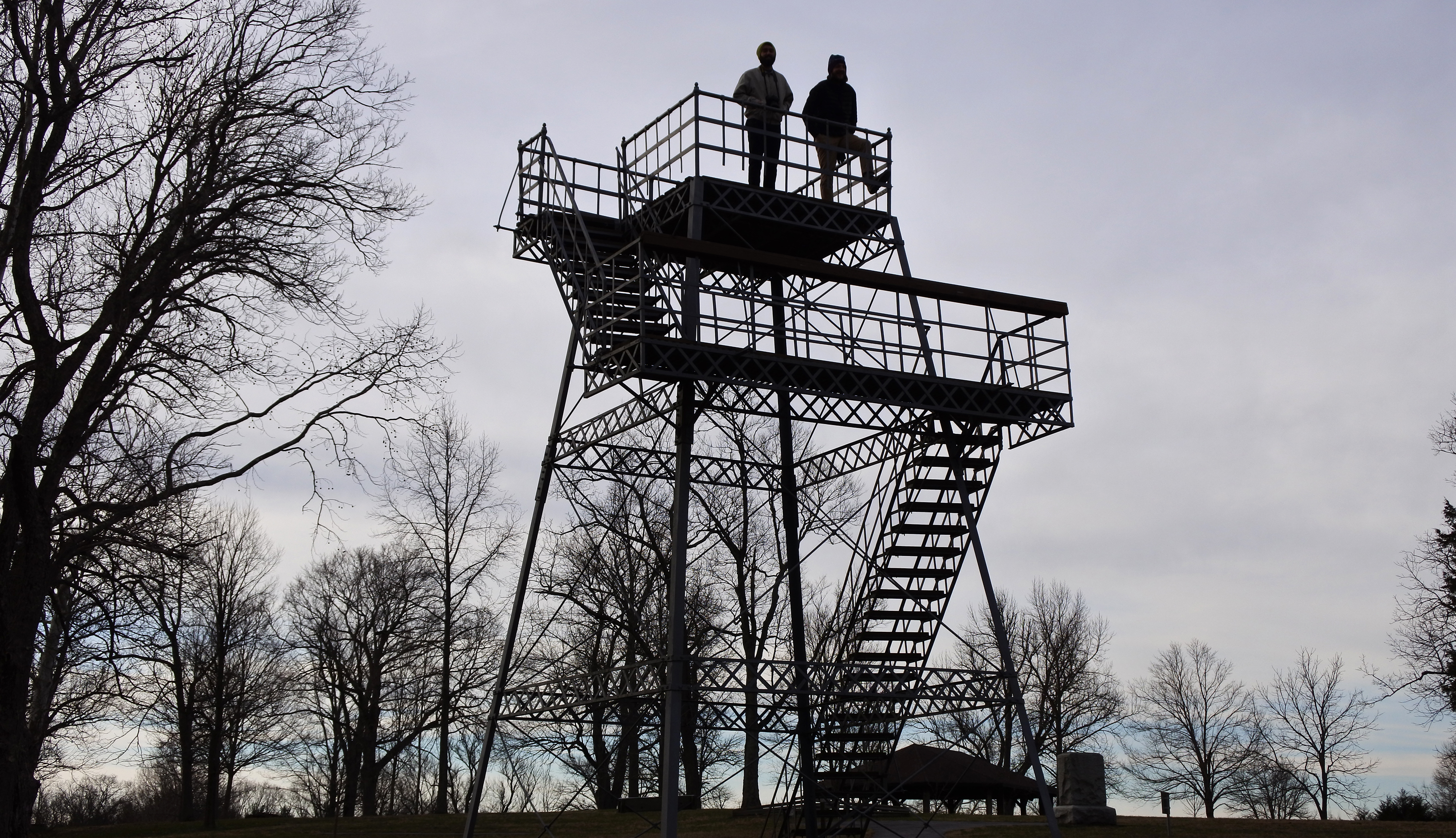
Plateforme pour les visiteurs du site.

Les chercheurs ont initialement attribué la construction de ce tumulus à trois cultures amérindiennes préhistoriques. On a longtemps pensé qu'il était l'œuvre des civilisations adéna notamment en raison de la présence d'un tumulus funéraire adéna à moins de 150 m du site. Mais désormais, beaucoup d'universitaires, sur la base de technologies plus avancées dont la datation par le carbone 14 et du fait d'éléments trouvés lors des recherches de 1996, pensent que ce sont des membres de la culture dite de Fort Ancient qui l'ont construit vers l'an 1070 (à plus ou moins 70 ans), même si certaines particularités restent encore à étudier. En 2023, la datation du site est toujours sujette à débat et aucune des deux hypothèses ci-dessus n'a été réfutée.

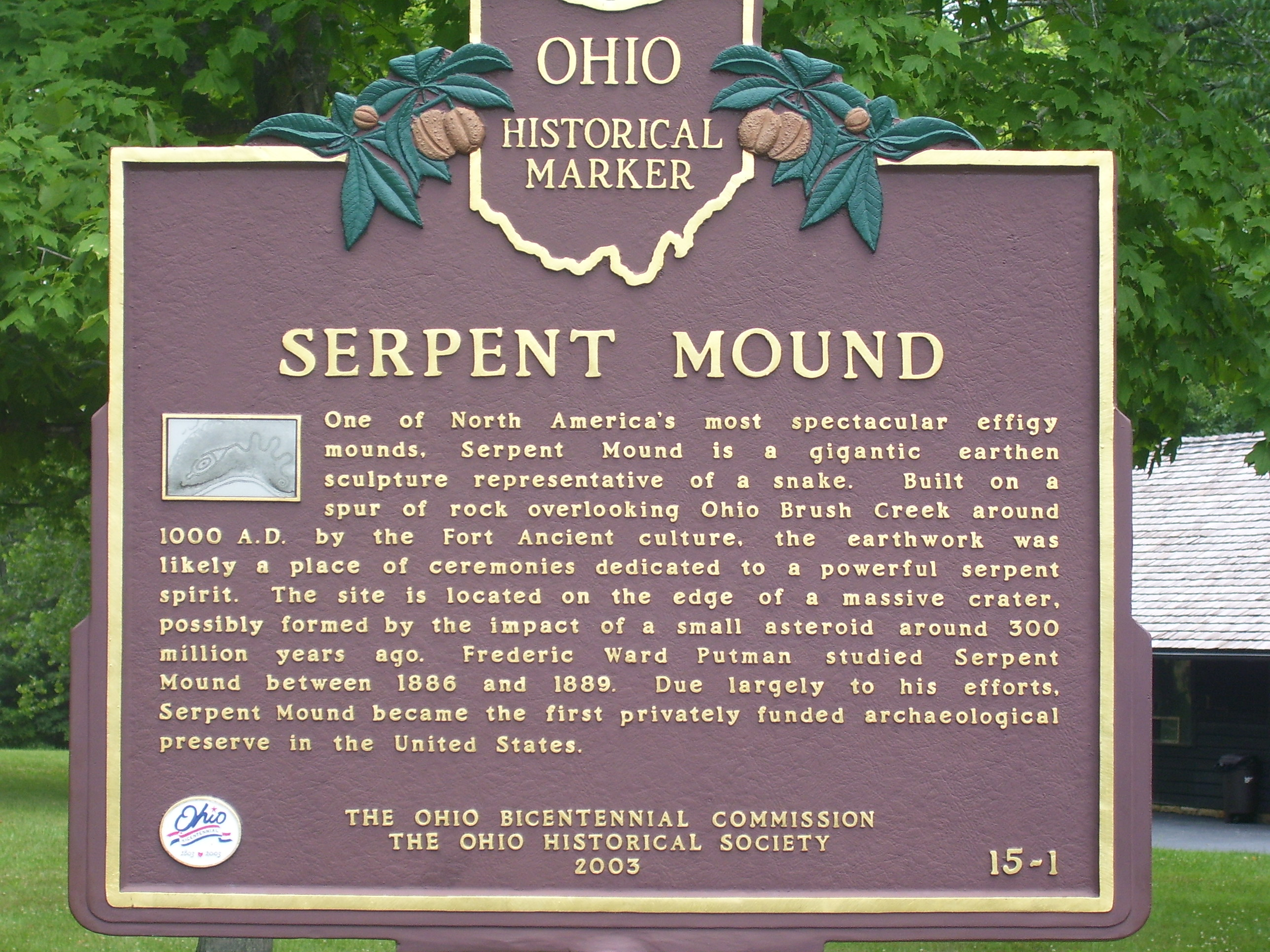
Plaque du tumulus du Grand serpent.

Le site est inscrit depuis 2008 sur la liste indicative au patrimoine mondial de l'Unesco.

## Mentions
Ce monument a été mentionné dans le 1er épisode de la 3e saison de la série télévisée Ancient Aliens qui est une série traitant des faits paranormaux liés à la venue des extraterrestres sur notre planète,
Graham Hancock évoque et présente le tumulus, dans la première saison de sa série vidéo À l’aube de notre histoire (Ancient Apocalypse, 2022), au cours du 6e épisode, La Civilisation perdue d’Amérique (America's Lost Civilization).
Il est également présent dans l'album de bande-dessinée Yakari et le monstre du lac.